# Deuterophlebia coloradensis
Deuterophlebia coloradensis is een muggensoort uit de familie van de Deuterophlebiidae. De wetenschappelijke naam van de soort is voor het eerst geldig gepubliceerd in 1945 door Pennak.